# Berdeniella tuberosa
Berdeniella tuberosa är en tvåvingeart som först beskrevs av Krek 1972.  Berdeniella tuberosa ingår i släktet Berdeniella och familjen fjärilsmyggor. Inga underarter finns listade i Catalogue of Life.